# Hélène Ngom
Hélène Ngom, née le 24 juillet 1993, est une escrimeuse française spécialiste de l'épée.

## Carrière
Elle décroche le 23 mars 2019 une première victoire internationale en gagnant le tour de coupe du monde de Chengdu, un titre marqué par des victoires face à plusieurs références du circuit mondial, dont Renata Knapik-Miazga, Zhu Mingye, Courtney Hurley et la double championne du monde Rossella Fiamingo.
Auparavant, elle s'est illustrée au niveau national, puis en club. Elle est médaillée de bronze aux championnats de France 2015 en individuel. Arrivée en 2016 à Beauvais, elle y remporte par équipes les championnats de France en 2016 et 2018. À la suite de ce titre national, l'équipe se qualifie pour la Coupe d'Europe des clubs champions d'escrime 2019. Elle en sort championne.